# 항력
유체동역학에서 항력(抗力, drag, 끌림, 저항, 저항력)은 ‘물체가 유체 내를 움직일 때 이 움직임에 저항하는 힘’이다.
항력은 마찰력과 압력으로 구분된다. 마찰력은 물체의 표면에 평행한 방향으로 작용하며, 압력은 물체의 표면에 수직한 방향으로 작용한다.
유체 내에서 움직이는 고체 물체의 경우, 항력은 ‘유체의 유동과 동일한 방향으로 작용하는 모든 유체역학적 힘의 합’이다. 따라서 항력은 물체의 움직임을 방해하는 힘이다. 항공기에서 추력이 필요한 것은 바로 이 항력이라는 힘을 극복하고 나아가기 위해서이다. 유체 유동의 방향에 수직으로 작용하는 힘은 양력(lift)이라고 한다.
물체에 대한 항력은 무차원 수인 항력 계수(Cd, drag coefficient, coefficient of drag)로 나타낼 수 있으며, 항력 방정식을 사용해 계산할 수 있다. 항력 계수를 상수라고 가정한다면, 항력은 속도의 제곱에 비례한다.

## 항력 방정식

항력 방정식은 물체가 유체 내에서 움직일 때 작용되는 항력을 계산하는 식으로서, 다음과 같다.
{\displaystyle {\mathbf {F} }_{d}=-{1 \over 2}\rho v^{2}AC_{d}{\hat {\mathbf {v} }}}
여기서, 우측의 - 부호는 항력이 물체의 동력과 반대 방향으로 작용하는 힘을 나타낸다 (순수한 항력 계수를 나타낼 때는 - 부호를 쓰지 않는다)
여기서,
{\displaystyle {\mathbf {F} }_{d}}는 항력
{\displaystyle \rho }는 유체의 밀도
{\displaystyle v}는 유체에 대한 물체의 상대 속도({\displaystyle \mathbf {v} })의 속력
{\displaystyle A}는 기준 면적
{\displaystyle C_{d}}는 항력 계수
{\displaystyle {\hat {\mathbf {v} }}}는 속도의 방향을 나타내는 단위 벡터이다. (앞에 붙은 음수 기호는 항력이 이 속도 벡터의 반대 방향으로 작용함을 나타낸다)
기준 면적 {\displaystyle A}는 물체를 물체의 운동 방향에 수직한 평면에 투영한 면적과 관계된다. 같은 물체에 대해서도 다른 기준 면적이 주어질 때가 있는데, 이 때에는 각각의 기준 면적에 대한 항력 계수가 각각 주어져야 한다. 날개에 대해서는, 기준 면적은 전방 면적(frontal area)이 아닌 plane area이다.
항력 계수는 무차원 상수이고, 예를 들면 자동차에 대해서는 0.25 ~ 0.45의 값을 가진다.

## 항력 극복에 필요한 동력
항력을 극복하기 위한 동력은 다음과 같은 식으로 계산할 수 있다.
{\displaystyle P_{d}={\mathbf {F} }_{d}\cdot {\mathbf {v} }={1 \over 2}\rho v^{3}AC_{d}}
위 식을 보면, 항력을 극복하기 위한 동력이 속력의 3제곱에 비례함을 알 수 있다.
예를 들어, 고속도로에서 80 km/h로 달리는 자동차가 공기의 항력을 극복하는 데에 7.5 kW의 동력이 필요하다고 하면, 같은 차가 160 km/h로 달린다면 60 kW라는 동력이 필요하게 된다.
항력 방정식은 근사식일 뿐이며, 어떤 경우에 있어서는 오차가 클 수도 있는 식이라는 점에 유의하여야 한다. 따라서 이 식을 사용하기 위한 가정을 할 때는 주의를 기울여야 한다.

## 스토크스의 법칙
위의 항력 방정식은 일반적인 경우에 대한 식이다. 특수한 경우로서 물체의 크기가 매우 작거나 속도가 매우 느린 경우(레이놀즈 수가 {\displaystyle Re<1})에는 스토크스의 법칙이라 불리는 식을 적용할 수 있다. 항력방정식에서와 달리, 스토크스의 법칙에서는 항력이 속도에 비례한다.
{\displaystyle {\mathbf {F} }_{d}=-b{\mathbf {v} }}
여기서,
{\displaystyle b}는 유체의 성질 및 물체의 크기와 관계된 상수
{\displaystyle {\mathbf {v} }}는 물체의 속도이다.
물체가 구형(sphere)인 특수한 경우에는, 항력계수를 다음과 같이 구할 수 있다.
{\displaystyle b=6\pi \eta r}
여기서,
{\displaystyle r}은 입자의 스토크스 반경
{\displaystyle \eta }는 유체의 점성 계수이다.

## 같이 보기
- 경계층
- 낙하산
- 받음각
- 부가 질량(Added mass)
- 스톨
- 종단속도
- 수
  - 레이놀즈 수
  - 쿨리간-카펜터 수(Keulegan–Carpenter number)
  - 항력 계수
- 방정식
  - 모리슨 방정식(Morison equation)
  - 베르누이 방정식
  - 항력 방정식(Drag equation)
- 법칙
  - 스토크스의 법칙
- 학문
  - 공기역학
  - 선박공학
  - 유체역학
  - 자동차 공학(Automotive engineering)
  - 항공공학
- 효과
  - 마그누스 효과
  - 코안더 효과(Coandă effect)
- 힘
  - 공기력(Aerodynamic force)
  - 압력
    - 램 압력(Ram pressure)

  - 항력
  - 유해 항력(기생 항력, Parasitic drag)